# フェリクス1世 (ローマ教皇)
フェリクス1世（Felix I, ? - 274年12月30日）は、ローマ教皇（在位：269年1月5日 - 274年12月30日）。

## 生涯
ローマ生まれ。先代の教皇ディオニュシウスが268年12月に死去したのち、翌年1月に選出された。
フェリクスの在位についてほとんど情報はないが、殉教者の墓での毎年のミサに教会の認可を与えたとされる。これは以前から行われていた慣習だが、聖別に関する教会の法はフェリクスに帰せられている。アウレリアヌス帝のもとでの迫害でキリスト教徒を支援したために、自身も殉教したと伝えられる。記念日は没日の12月30日。
アレクサンドリア司教マクシムスに宛てた手紙の断片の1つは、おそらくフェリクスが書いたもので、三位一体と受肉の教義を支持し、サモサタのパウロ（en）が唱える説に反対している。その他の断片3つもフェリクスのものとされるが、本物ではない。